# Finlandia na Mistrzostwach Świata w Lekkoatletyce 2015
Finlandia na Mistrzostwach Świata w Lekkoatletyce 2015 – reprezentacja Finlandii podczas Mistrzostw Świata w Pekinie liczyła 17 zawodników, którzy zdobyli jeden brązowy medal.

## Występy reprezentantów Finlandii

### Mężczyźni

#### Konkurencje biegowe
| Konkurencja   | Zawodnik        | Runda 1  | Runda 1 | Półfinał | Półfinał | Finał        | Finał   |
| Konkurencja   | Zawodnik        | Rezultat | Pozycja | Rezultat | Pozycja  | Rezultat     | Pozycja |
| ------------- | --------------- | -------- | ------- | -------- | -------- | ------------ | ------- |
| Maraton       | Henri Manninen  | —        | —       | —        | —        | 2:30:22 (SB) | 35.     |
| Chód na 50 km | Jarkko Kinnunen | —        | —       | —        | —        | 4:02:07 (SB) | 32.     |
| Chód na 50 km | Aleksi Ojala    | —        | —       | —        | —        | DNF          | DNF     |
| Chód na 50 km | Aku Partanen    | —        | —       | —        | —        | 3:54:28      | 18.     |

#### Konkurencje techniczne
| Konkurencja    | Zawodnik        | Eliminacje | Eliminacje | Finał      | Finał   |
| Konkurencja    | Zawodnik        | Rezultat   | Pozycja    | Rezultat   | Pozycja |
| -------------- | --------------- | ---------- | ---------- | ---------- | ------- |
| Rzut młotem    | Tuomas Seppänen | 74,74 (SB) | 11. q      | 73,18      | 10.     |
| Rzut młotem    | David Söderberg | 75,96      | 6. q       | 76,92 (SB) | 6.      |
| Rzut oszczepem | Ari Mannio      | 80,19      | 14.        | NQ         | NQ      |
| Rzut oszczepem | Tero Pitkämäki  | 83,43      | 5. Q       | 87,64      | brąz    |
| Rzut oszczepem | Antti Ruuskanen | 82,20      | 9. q       | 87,12      | 5.      |

### Kobiety

#### Konkurencje biegowe
| Konkurencja                   | Zawodniczka          | Runda 1  | Runda 1 | Półfinał | Półfinał | Finał    | Finał   |
| Konkurencja                   | Zawodniczka          | Rezultat | Pozycja | Rezultat | Pozycja  | Rezultat | Pozycja |
| ----------------------------- | -------------------- | -------- | ------- | -------- | -------- | -------- | ------- |
| Maraton                       | Anne-Mari Hyryläinen | —        | —       | —        | —        | 2:41:59  | 29.     |
| Bieg na 100 m przez płotki    | Nooralotta Neziri    | 13,13    | 24.     | NQ       | NQ       | NQ       | NQ      |
| Bieg na 3000 m z przeszkodami | Sandra Eriksson      | 9:39,64  | 23.     | —        | —        | NQ       | NQ      |
| Bieg na 3000 m z przeszkodami | Camilla Richardsson  | 9:53,13  | 32.     | —        | —        | NQ       | NQ      |

#### Konkurencje techniczne
| Konkurencja    | Zawodniczka      | Eliminacje | Eliminacje | Finał     | Finał   |
| Konkurencja    | Zawodniczka      | Rezultat   | Pozycja    | Rezultat  | Pozycja |
| -------------- | ---------------- | ---------- | ---------- | --------- | ------- |
| Skok o tyczce  | Minna Nikkanen   | 4,55       | 6. q       | 4,60 (NR) | 10.     |
| Trójskok       | Kristiina Mäkelä | 13,83      | 13.        | NQ        | NQ      |
| Rzut dyskiem   | Sanna Kämäräinen | 56,68      | 27.        | NQ        | NQ      |
| Rzut oszczepem | Sanni Utriainen  | 55,56      | 31.        | NQ        | NQ      |